# Hak

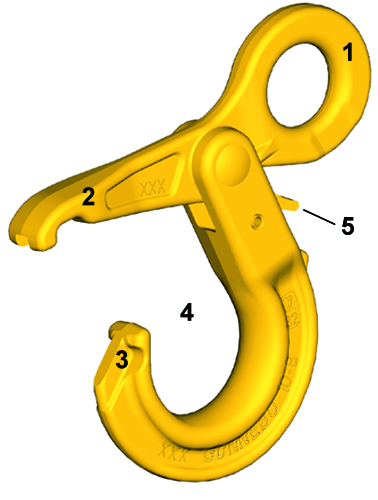
Hak samoczynny jest bardzo bezpiecznym elementem do chwytania ładunku

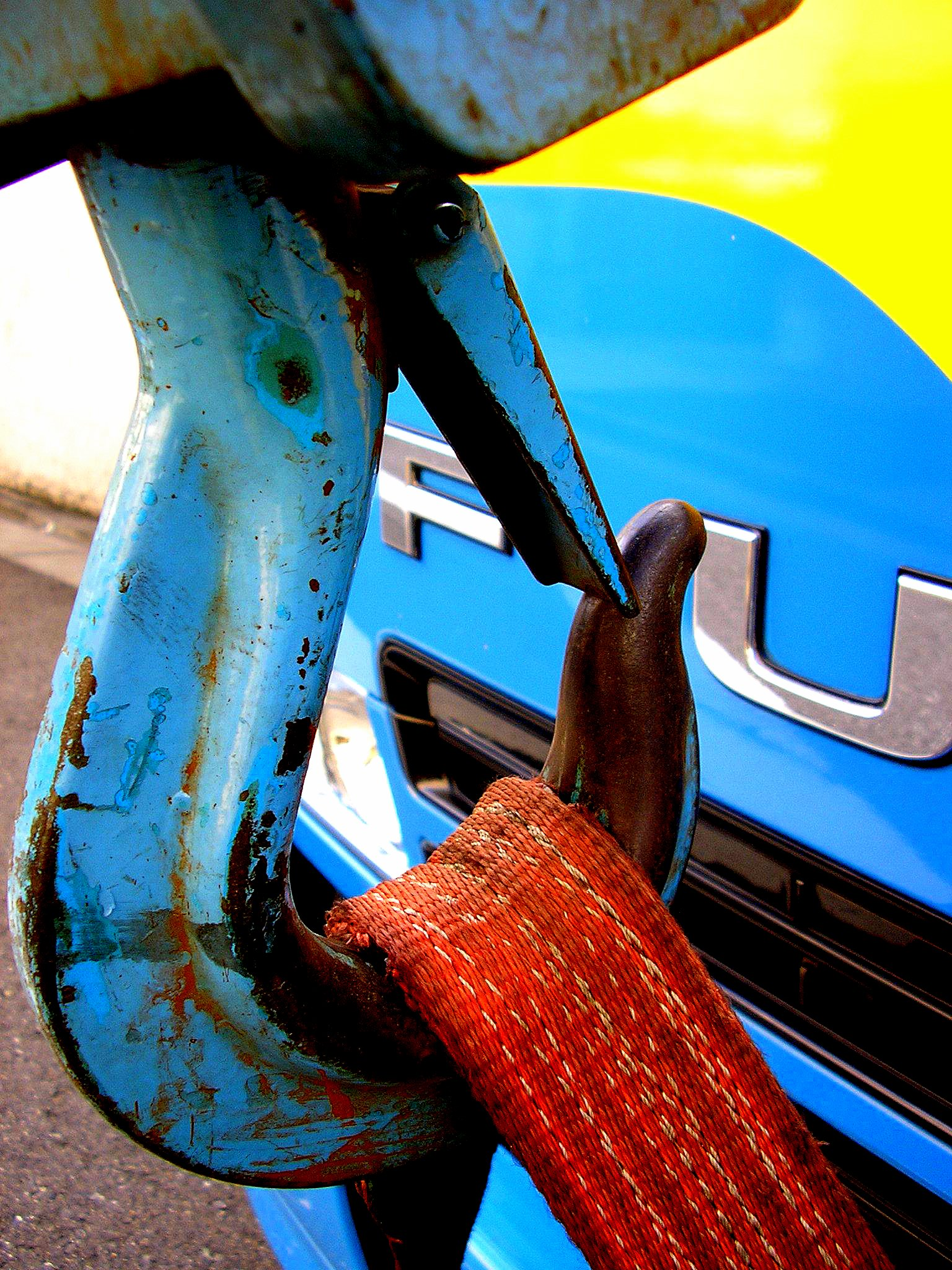
Hak z zapadką

Hak – urządzenie w postaci zakrzywionego pręta metalowego lub innego sztywnego materiału, służące do zaczepiania, trzymania lub zawieszania na nim różnych przedmiotów czy ładunków. Stanowi m.in. wyposażenie urządzeń dźwignicowych jako element zblocza lub zawiesia. 
W przeszłości haki metalowe były wykonywane poprzez odlewanie, obecnie poprzez kucie, przeważnie matrycowe, w wykonaniu monolitycznym lub płytowym (haki płytowe).
Elementy budowy haka to: ucho (1), zapadka (2), róg (3), gardziel (4), rygiel (5).
Podstawowe parametry charakterystyczne haków to:
- udźwig (w kilogramach lub częściej w tonach)
- wielkość gardzieli (otwarcie haka)
- współczynnik bezpieczeństwa (stosunek udźwigu do wytrzymałości)

## Klasyfikacja
- dźwignicowe
  - jednorożne
    - bez zabezpieczenia
    - z zabezpieczeniem sprężystym

  - dwurożne
  - składane
  - sterowane z zabezpieczeniem (hak dodatkowo przez układ cięgnowy można pochylać)
  - przesuwne
    - z uchem siodełkowym
    - płytowe z rolką

  - płytowe
  - kontenerowe
- okrętowe
  - palcowe z szeklą lub bez
  - odrzutne zwykłe lub odległościowe
- zawiesiowe
  - z zabezpieczeniem
  - samoczynne
  - bez zabezpieczenia
  - obrotowe
  - do kontenerów
  - z uchem
  - z kabłąkiem

Klasyfikacja na podst. PN-74/M-84500, pozycje pisane kursywą nie są uwzględnione w tej normie.